# Black Wreath
Black Wreath (englisch Schwarzer Kranz) ist eine 2002 gegründete Funeral-Doom-Band.

## Geschichte
Kim Larsen von :Of the Wand & the Moon: und Saturnus initiierte Black Wreath gemeinsam mit Peter Mesnickow von Blazing Eternity und Dave Müller von Whelm 2002. Das langjährige Nebenprojekt zu :Of the Wand & the Moon: begann mit Aufnahmen und debütierte 2009 mit A Pyre of Lost Dreams über Head Not Found. A Pyre of Lost Dreams wurde im Soundscape Studio in Kopenhagen im Sommer 2008 von Louis Nipper aufgenommen. Als Gastmusikerin trat die Violinistin Anne Eltard in Erscheinung.
Die Rezeption zum Debüt variierte. Negative Stimmen blieben rar. Für Bloodchamber lautete die Kritik, dass es dem Album an Ideen mangele, weshalb es „im gedanklichen Niemandsland“ versumpfe. In einer für Metal1.info verfassten Rezension hieß es, dass A Pyre of Lost Dreams „mitnichten die beste CD, die es gibt“ sei, dennoch wirke sie wie „eine nette Abwechslung vom durchschnittlichen Funeral Doom Metal da draußen.“ Olvido schrieb für Metal.de das Album sei noch nicht herausragend, „ein wirklich guter Start allerdings allemal.“
Verbleibende Stimmen lobten das Album mehrheitlich. Für Vampster lobte Frank Hellweg das Album und mutmaßte, dass wer „sich zwischen Funeral-Doom und Doom-Death wohlig unwohl fühl[e] und gern Bands hör[e] wie SHAPE OF DESPAIR oder eben SATURNUS, […] sollte sich unbedingt auch A Pyre Of Lost Dreams gönnen.“ Franziska Böhl nannte es für Powermetal.de „ein beeindruckendes Debütalbum“. Für Doom-Metal.com schrieb Bertrand Marchal, es sei „zurückhaltend, melodisch und […] zerbrechlich“ wie kaum ein Album des Genres.  Weitere Rezensionen lobten A Pyre of Lost Dreams als „großartige Doom-Kunst“, „ein gutes Debüt, das Lust auf mehr macht“, „monumentalen Funeral Doom, angereichert mit einzelnen klassischen Doom/Death Passage“, „Tiefenentspannung pur“ und „Depressive Dooooom in Reinkultur!“ Weitere Veröffentlichungen blieben vorerst aus.

## Stil
Black Wreath spielen laut Benjamin Hiller vom Eternity Magazine einen „monumentalen Funeral Doom, angereichert mit einzelnen klassischen Doom/Death Passagen“. Minimalismus und eine deprimierende Atmosphäre werden der Musik wiederholt attestiert.
Allerdings konzentriere sich die Band nicht auf diesen Minimalismus, sondern nutze diverse Elemente „um ein einzigartiges Klangbild zu erhalten.“ Vergleichend wird indes auf Saturnus, Tiamat, My Dying Bride, Tyranny, Bethlehem, Until Death Overtakes Me und Thergothon verwiesen.

„Das tiefe Growlen und die wuchtigen Gitarrenwände werden immer wieder durch beinahe filigrane, langsame Klänge unterbrochen und das Schlagzeug wird dabei nur mehr minimal eingesetzt. Diese Abwechslung der atmosphärischen Parts macht die Solitude des Gesamtwerkes aus[.]“

## Diskografie
- 2009: A Pyre of Lost Dreams (Album, Head Not Found)